# Haldensleben
Haldensleben (plattdeutsch Halslä) ist die Kreisstadt des Landkreises Börde in Sachsen-Anhalt.

## Geografie
Die Stadt liegt klimagünstig eingebettet zwischen Magdeburger Börde, Colbitz-Letzlinger Heide und Elbaue. Durch Haldensleben hindurch fließt der Fluss Ohre, in der Nähe des Ortsteils Wedringen mündet die Beber in die Ohre. Haldensleben besitzt direkt am Mittellandkanal einen Binnenhafen. Nachbargemeinden sind Calvörde, Westheide, Niedere Börde, Hohe Börde, Altenhausen, Flechtingen und Bülstringen.

### Ausdehnung des Stadtgebiets
Der Ort hat seine größte Ausdehnung in Nord-Süd-Richtung und steigt im Südwesten auf über 90 Meter Höhe an.

### Stadtgliederung
Die Stadt Haldensleben gliedert sich in drei Stadtteile:
- Haldensleben I (früher Neuhaldensleben)
- Haldensleben II oder auch Althaldensleben (umgangssprachlich „Olln“)
- Haldensleben III

sowie in die Ortsteile
| - Bodendorf - Hundisburg - Satuelle | - Süplingen - Uthmöden - Wedringen |

Als Wohnplätze der Stadt sind ausgewiesen:
| - Benitz - Dammühle - Detzel - Hütten | - Klausort - Forsthaus Lübberitz - Papenberg - Planken |

## Geschichte

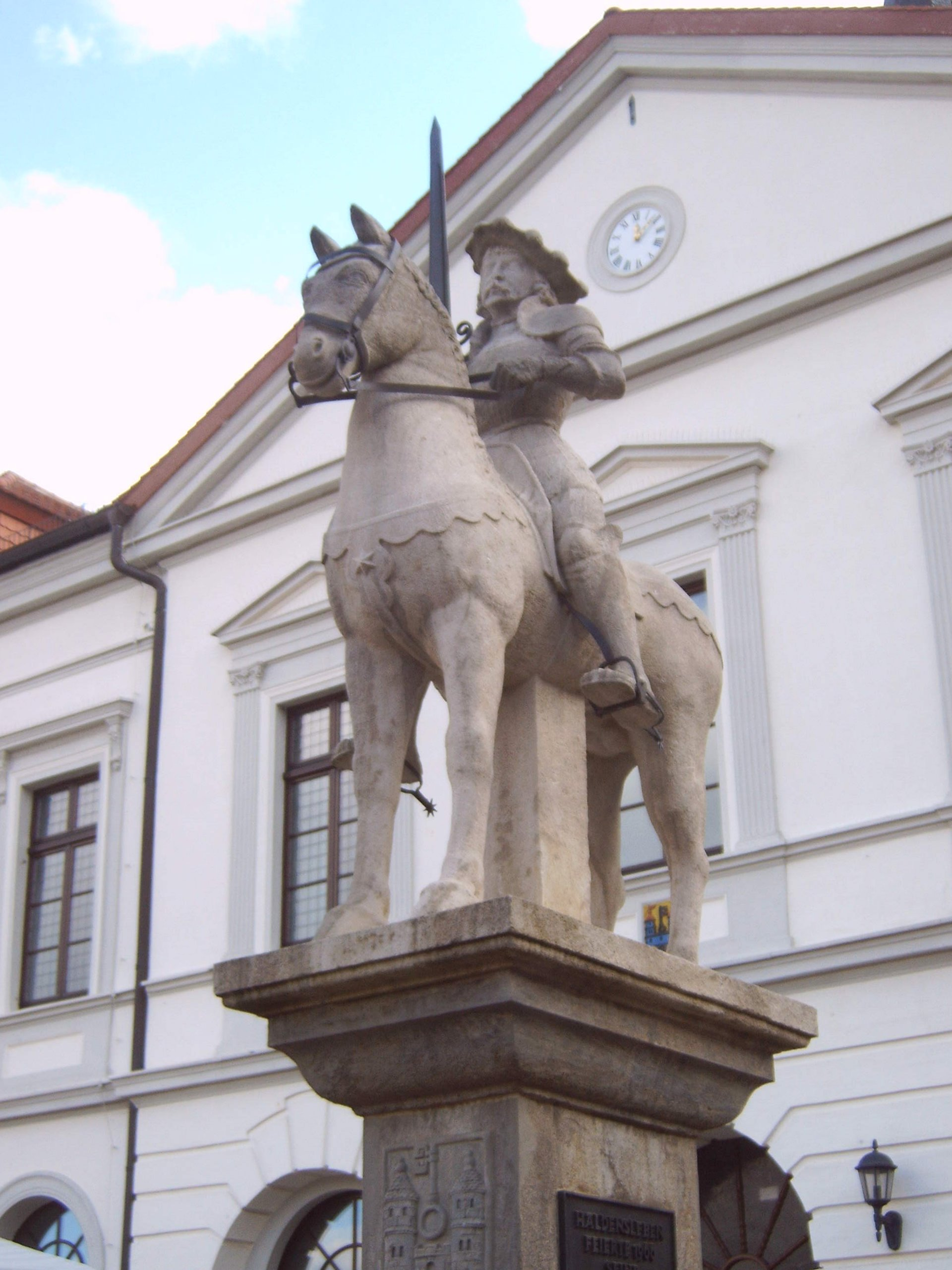
Haldensleber Roland

Karte von Neuhaldensleben um 1750

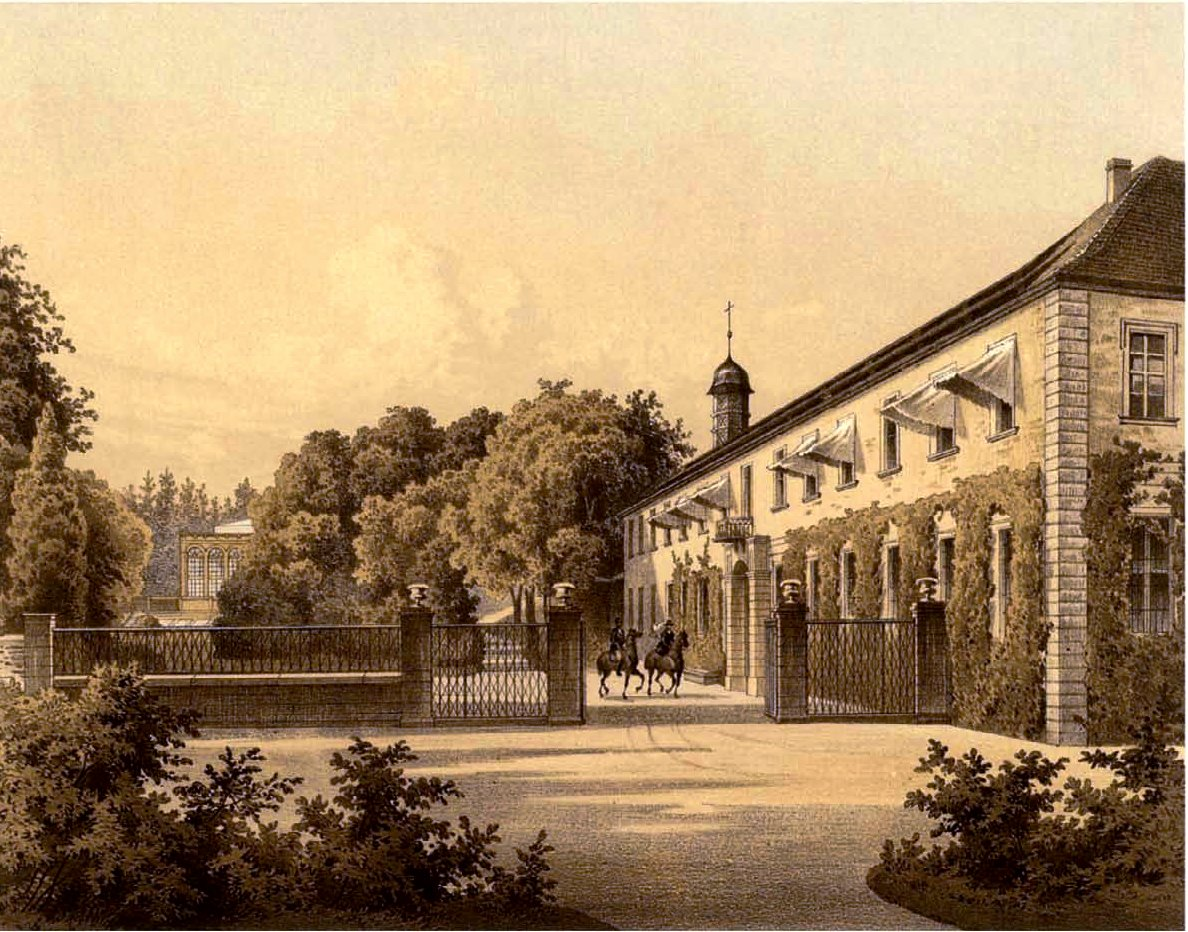
Althaldensleben um 1860

### Urgeschichte
Seit 2017 werden bei archäologischen Feldbegehungen auf einem Acker im westlichen Gebiet der Burg Wichmannsdorf u. a. zahlreiche braun patinierte und verwitterte Feuersteinartefakte aus dem altpaläolithischen Zeitraum, also vor mehr als 300.000 Jahren vor heute, gesammelt. Die inzwischen auf über 600 solcher Funde angewachsene Sammlung umfasst Werkstücke aus allen Phasen einer Steinbearbeitung, darunter Geräte aus Abschlägen, an denen zumeist grobe Buchten und steile Retuschen die Arbeitskanten bilden. Typologisch und technologisch ähneln sie deutlich den altpaläolithischen Funden von Wallendorf, Bilzingsleben und Schöningen (Lkr. Helmstedt). Jüngere Bearbeitungstechniken, wie sie für das Mittelpaläolithikum typisch sind, so auch bekannt aus der nur 2 km weit vom Fundort entfernten Parkkiesgrube zwischen Althaldensleben und Hundisburg, zeigt sich hier nur ansatzweise. Entgegen geologischer Kartierungen, welche die Oberfläche des Fundortes den Schmelzwassersanden der Saale-Kaltzeit vor ca. 150.000 Jahren zuweisen, ergaben O(ptisch)S(timulierte)L(umineszenz)-Untersuchungen der Sedimentschicht, aus der die Artefakte ausgepflügt werden, ein mehr als doppelt so hohes Alter von rund 400.000 Jahren vor heute. Dies datiert die Artefakte entsprechend dem Bild ihrer Bearbeitung, wie auch die gleich alten Funde von Wallendorf, Saalekreis und Bilzingsleben, in eine Warmphase am Ende der Elster-Kaltzeit, welche erstmals große Mengen nordischen Feuersteins in den mitteldeutschen Raum verfrachtete. Da nördlich der Haldensleber Breiten noch keine altpaläolithischen Spuren menschlicher Anwesenheit sicher nachgewiesen werden konnten, markiert die Fundstätte derzeit den nördlichsten Vorstoß des Urmenschen in kühlere Gefilde im Altpaläolithikum. Mit organischen Resten dieser Besiedlung, z B. Knochen oder Holz, ist aufgrund des sauren Bodenmilieus am Fundort künftig nicht zu rechnen, sodass nur Vermutungen über die Eigentümer der Steinartefakte, die Lagerplatzreste darstellen, angestellt werden können. Hierfür kommen sowohl Homo erectus als auch Homo heidelbergensis und weitere uns eventuell noch unbekannte Vorläufer infrage.
In der »Historischen Quadratmeile«, einem rund 20 km² großen Wald zwischen Haldensleben und Bebertal, sind über 80 Großsteingräber erhalten, darunter die »Teufelsküche«. Deren Errichtung ist mit der Altmärkischen Tiefstichkeramik zu verbinden, einem Regionalstil der Trichterbecherkeramik. Ab ca. 3500/3300 v. Chr. erbaute man aus Findlingen Gräber, deren Kammern für die Beisetzung der Toten aus Tragsteinpaaren mit Decksteinen und einem Gang bestanden. Ein Hügel, der von einer rechteckigen Umfassung aus Findlingen eingehegt wurde, überdeckte die Kammer. Die längsten erhaltenen Umfassungen messen 54 m. Feuersteingeräte, Knochen und Keramikscherben stammen aus dem Bereich des Ganges, der Kammer sowie aus der Hügelschüttung innerhalb der Umfassungssteine. Eine zeitgleiche Siedlung der Bestattenden wurde 1977 beim Bau eines Stadtviertels am Südwestrand von Neuhaldensleben (»Probsthorn«) entdeckt. Weitere Siedlungen befanden sich nordöstlich von Haldensleben (»Rosmarienbreite« und »Fuchsberg«).

### Erstnennung, Alt- und Neuhaldensleben
Fundstücke belegen die Besiedlung des Haldensleber Raumes in der Völkerwanderungszeit bis in die Karolingerzeit. Er geriet nach dem Untergang des Thüringerreiches 531 unter sächsischen Einfluss. Durch die Ausdehnung des Frankenreiches findet die Region Eingang in Chroniken: 780 verhandelte Karl der Große an der Ohre-Mündung in die Elbe, im Bereich des heutigen Wolmirstedt mit Slawen und Sachsen. 784 machte er während des Feldzuges von der Elbe nach Schöningen in Steinfurt Station. Jenes 2000 Meter westlich von Neuhaldensleben gelegene, später wüst gefallene Steinfurt an der Ohre ist der älteste im Frühmittelalter namentlich genannte Ort im nördlichen Sachsen-Anhalt: Magdeburg wurde erstmals 805 erwähnt. Die frühe Nennung der Orte an der unteren Ohre in den »Fränkischen Reichsannalen« belegt die Bedeutung der Region am Nordostrand des Frankenreichs. In Bezug zur Grenzsituation steht die früheste schriftliche Erwähnung Haldenslebens. Das erstmals 966 genannte »Hahaldeslevo« taucht als Hauptort eines Burgwardes in einer Urkunde auf, in der Kaiser Otto I. einen gewissen Mamaco mit der Grafschaft Haldensleben belehnt.
Die Burgen Althaldensleben und Niendorf wurden 1167 zerstört.
Neuhaldensleben war eine Kaufmannssiedlung der Burgwartfeste Althaldensleben im Nordthüringgau, der man 1150 die Marktrechte verlieh. Die Stadt wurde 1181 nach langer Belagerung durch Erzbischof Wichmann von Magdeburg zerstört, nachdem Angreifer die Ohre gestaut und damit die Stadt überflutet hatten.
Seit 1215 gehörte Haldensleben zum Erzstift Magdeburg.
Für das nordwestlich Hundisburgs gelegene Wichmannsdorf ist im 13. Jahrhundert eine Komturei des Templerordens belegt. Auch diese Niederungsburg wurde, wie Steinfurt und das castrum niendorp (Niendorf) sowie Nordhusen bei Hundisburg im Zuge der Krisen des Spätmittelalters aufgegeben.
1223 begann der Wiederaufbau der Stadt Neuhaldensleben. In Althaldensleben wurde 1228 das Zisterzienserinnenkloster Althaldensleben gegründet, eine Stiftung durch Erzbischof Albrecht I. 1277 kam es in Neuhaldensleben zur Bildung des ersten Stadtrates. 1526 wurden die Marktrechte erneut verliehen und 1541 die Reformation eingeführt. 1636 forderte die Pest über 2000 Opfer, und 1661 vernichtete ein Großbrand 60 Häuser.
Durch den Ort verlief einst die Lüneburger Heerstraße, eine seit dem Mittelalter bestehende Handelsstraße; sie führte von Leipzig über Calvörde und Braunschweig nach Lüneburg.

### Brandenburg-Preußen
Seit 1680 war Neuhaldensleben als Immediatstadt direkt dem brandenburg-preußischen Herzogtum Magdeburg unterstellt und lag bis 1807 im Holzkreis. In diese Zeit (1701–1703) fällt auch der Bau des später klassizistisch umgebauten Rathauses. Unter Napoleon wurde das westlich der Elbe gelegene Gebiet des Herzogtums Magdeburg dem Königreich Westphalen seines Bruders Jérôme zugeordnet, wobei Halberstadt der Sitz des Saale-Departements wurde. 1810 erfolgte die Aufhebung des Klosters. Die Gebäude wurden an Johann Gottlob Nathusius verkauft, der die Industrialisierung der Dörfer Althaldensleben und Hundisburg vorantrieb. Die Keramikindustrie und der Landmaschinenbau wurden begründet, und es wurde eine Zuckerfabrik, die zweite in Deutschland, die Zucker aus Runkelrüben erzeugte, errichtet. Nach dem Wiener Kongress wurde Neuhaldensleben wieder preußisch. Es gehörte zur neu geschaffenen Provinz Sachsen und wurde 1816 Kreisstadt.

### Zeit des Nationalsozialismus
1938, nach Inbetriebnahme des Mittellandkanals, wurden Alt- und Neuhaldensleben zu Haldensleben vereint. In der Zeit des Nationalsozialismus starben 41 ausländische Staatsangehörige, mutmaßlich alle sog. Fremdarbeiter, im Landeskrankenhaus. Hinweise auf eine aktive Beteiligung des ärztlichen und Pflegepersonals an den NS-Krankenmorden sind nicht bekannt. Am 10. April 1945 wurden rund 1600 KZ-Häftlinge aus dem KZ Mittelbau-Dora in zwei Marschblöcken Richtung Bülstringen durch die Stadt getrieben. Am 13. April 1945 besetzten Einheiten der United States Army die Stadt. Im Zuge dessen wurden drei Kanalbrücken gesprengt. Über dem Rathaus wehte die US-amerikanische Flagge. Nachdem am 1. Juni 1945 die amerikanische Besatzung durch die britische Militäradministration abgelöst worden war, zog die Rote Armee am 1. Juli 1945 in Haldensleben ein.

### Stadterweiterungen (1950, erneut ab 1991)
1950 erfolgten Stadterweiterungen durch Industriegebiete im Osten und Wohngebiete im Süden. 1963 überließ Albertine Plock, Enkelin von Wilhelm Grimm, dem Kreismuseum einen Teilnachlass der Brüder Grimm (siehe Grimm-Ausstellung Haldensleben).
Die Stadt vergrößerte sich durch die Eingemeindung von Wedringen (1991), Satuelle (1992), Uthmöden (1992) und Hundisburg (1994). 1992/93 wurde das Industriegebiet Haldensleben Ost fertiggestellt. Die Stadt gewann 2005 Gold beim Wettbewerb Unsere Stadt blüht auf. 2006 und 2008 wurde Haldensleben zudem zur familienfreundlichsten Gemeinde in Sachsen-Anhalt und 2011 zur „Kommune des Jahres“ in Sachsen-Anhalt gewählt. Am 1. Januar 2014 wurde Süplingen mit seinem Ortsteil Bodendorf eingemeindet.

## Bevölkerung
| Jahr | Einwohner |
| ---- | --------- |
| 1971 | 19.914    |
| 1990 | 20.306    |
| 2006 | 19.618    |
| 2010 | 19.018    |
| 2015 | 19.439    |
| 2020 | 19.133    |

| Jahr | Einwohner |
| ---- | --------- |
| 2021 | 19.028    |
| 2022 | 19.260    |
| 2023 | 19.179    |
| 2024 | 19.121    |

ab 1990: Stand: 31. Dezember des jeweiligen Jahres (Angaben des Statistischen Landesamtes Sachsen-Anhalt), ab 2011 auf Basis des Zensus 2011, ab 2022 auf Basis des Zensus 2022

## Politik

### Stadtrat

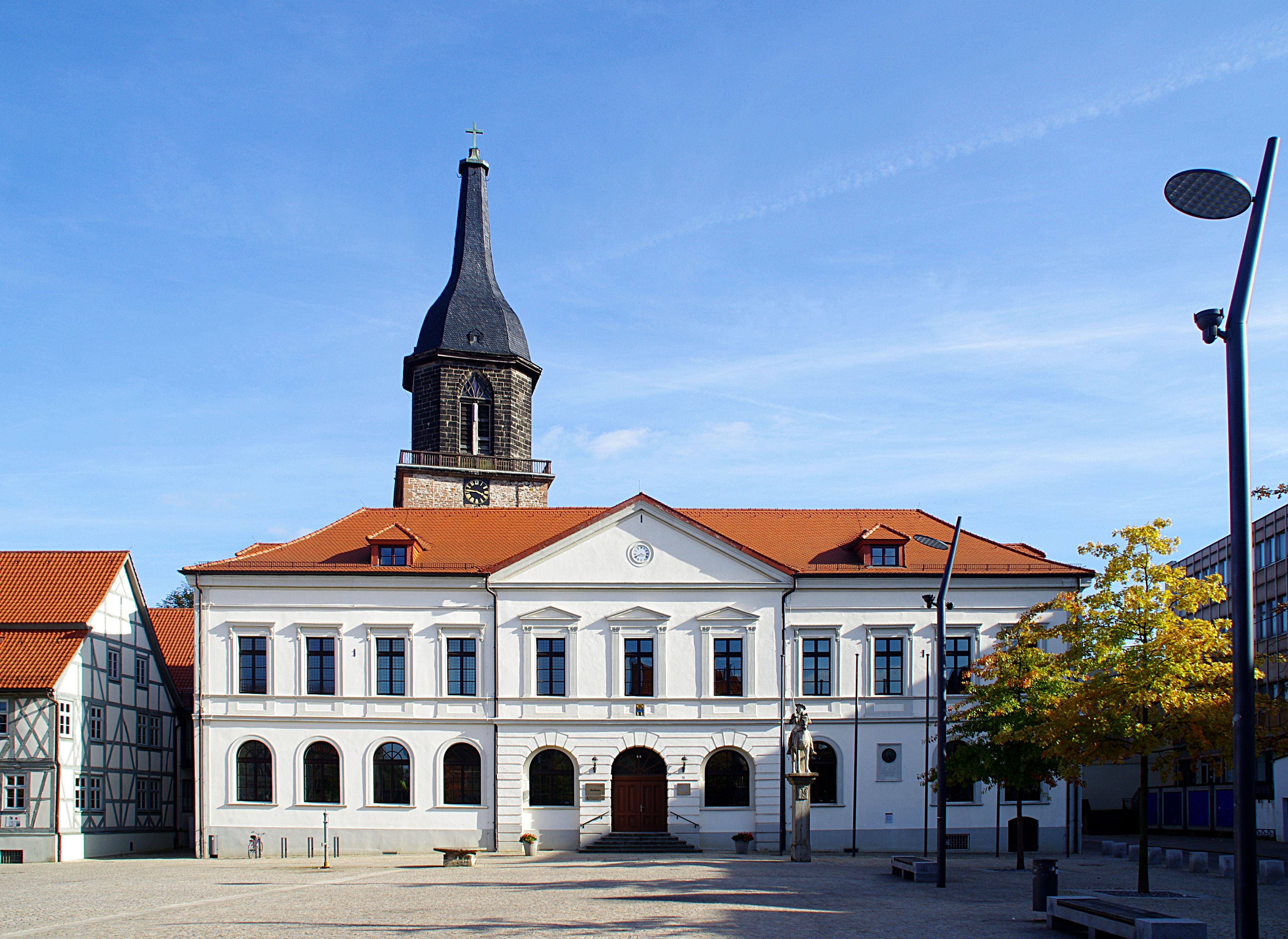
Rathaus

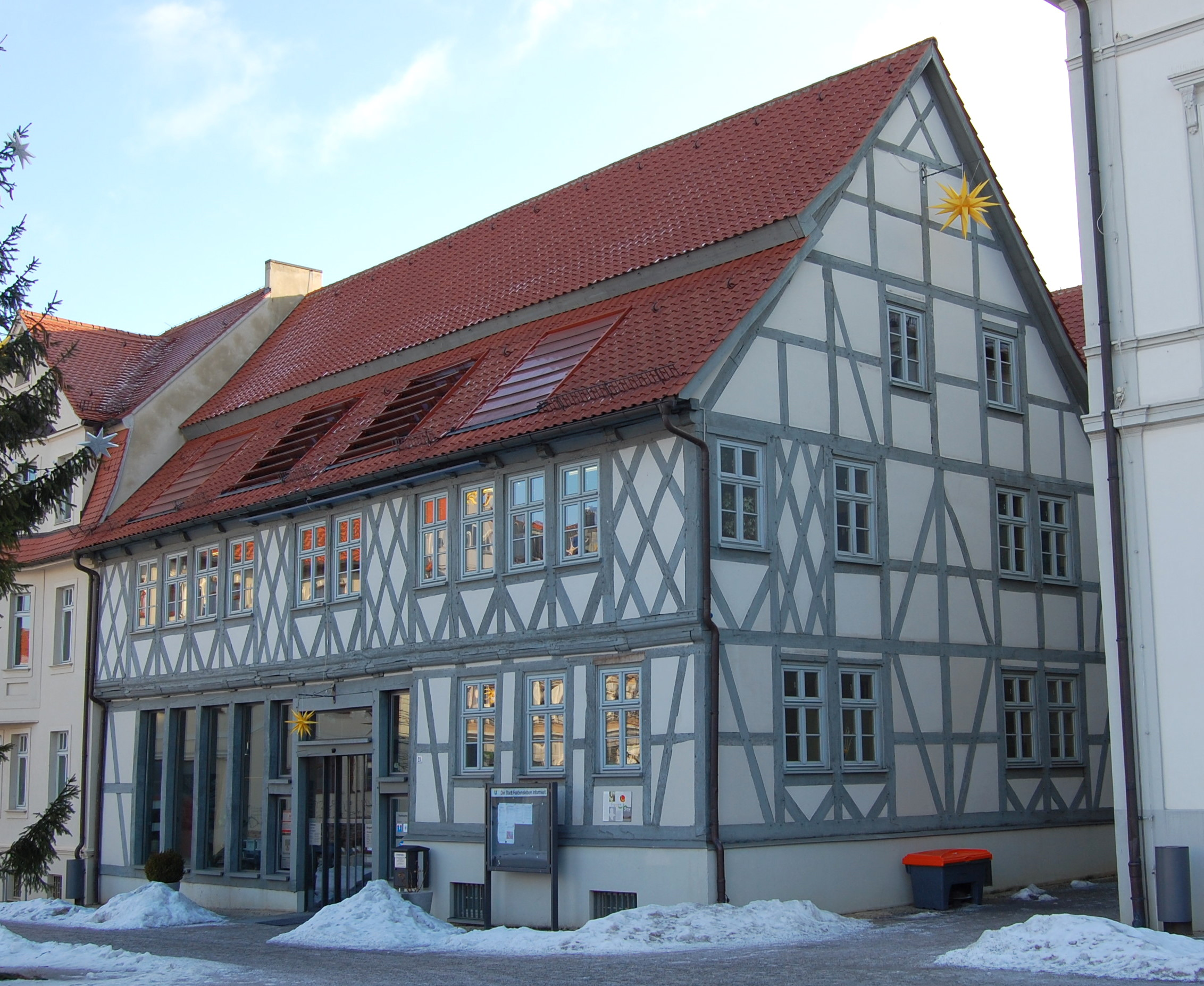
Bürgerhaus am Marktplatz

Der Stadtrat von Haldensleben besteht entsprechend der Einwohnerzahl der Stadt aus 28 Mitgliedern und dem Bürgermeister. Die Kommunalwahl am 9. Juni 2024 führte bei einer Wahlbeteiligung von 53,9 % zu folgendem Ergebnis:
| Partei / Wählergruppe                | Stimmenanteil 2019 | Sitze 2019 |        | Stimmenanteil 2024 | Sitze 2024 |
| ------------------------------------ | ------------------ | ---------- | ------ | ------------------ | ---------- |
| CDU                                  | 23,5 %             | 7          | 25,6 % | 7                  |            |
| AfD                                  | 14,8 %             | 4          | 24,3 % | 6                  |            |
| SPD                                  | 08,9 %             | 2          | 12,6 % | 4                  |            |
| Bürgerbewegung Haldensleben          | 13,3 %             | 4          | 12,4 % | 4                  |            |
| Bürger für Bürger Haldensleben       | 08,0 %             | 2          | 08,8 % | 2                  |            |
| Die Linke                            | 12,8 %             | 4          | 08,6 % | 2                  |            |
| Bündnis 90/Die Grünen                | 06,8 %             | 2          | 03,1 % | 1                  |            |
| Freie Unabhängige Wählergemeinschaft | 05,2 %             | 1          | 03,0 % | 1                  |            |
| FDP                                  | 01,9 %             | 1          | 01,6 % | –                  |            |
| Pro Althaldensleben                  | 04,8 %             | 1          | –      | –                  |            |
| Insgesamt                            | 100 %              | 28         | 100 %  | 27                 |            |

Bei der Wahl 2024 entfielen auf die AfD sieben Sitze, von denen einer unbesetzt bleibt, weil die Partei nur sechs Kandidaten nominiert hatte.

### Bürgermeister
- 2015–2022: Regina Blenkle
- seit 2022: Bernhard Hieber (SPD)

Blenkle wurde in der Bürgermeisterstichwahl am 10. Mai 2015 mit 52,7 % der gültigen Stimmen gewählt. Sie wurde nach einer langen juristischen Auseinandersetzung von ihrem Amt suspendiert.
Hieber wurde in der Bürgermeisterstichwahl am 3. April 2022 mit 60,8 % der gültigen Stimmen zu ihrem Nachfolger gewählt. Seine Amtszeit beträgt sieben Jahre.

### Wappen
Das Wappen wurde am 8. September 1995 durch das Regierungspräsidium Magdeburg genehmigt. Es wurde vom Magdeburger Kommunalheraldiker Jörg Mantzsch gestaltet.
| Wappen von Haldensleben | Blasonierung: „In Gold eine blaue Burg mit zwei vierfenstrigen Türmen mit roten Spitzdächern und Knäufen, verbunden durch eine gezinnte Mauer mit geöffnetem schwarzen Tor und goldenen Torflügeln; zwischen den Türmen schwebend ein aufrechtstehender schwarzer Schlüssel mit Bart nach rechts.“ |
| Wappen von Haldensleben | Wappenbegründung: Dieses Wappen, das später in das Ratssiegel übernommen wurde, stammt wahrscheinlich aus der Zeit, als Haldensleben von Heinrich dem Löwen das Stadtrecht erhielt. Während die Burg auf die Befestigung und Wehrhaftigkeit der Stadt, vielleicht auch auf die schon von Kaiser Otto I. urkundlich erwähnte Burg Haldesleva hindeutet, deutet der Schlüssel wohl auf die Lage zwischen Altmark und Magdeburger Börde hin: Haldensleben ist der Schlüssel zwischen Altmark und Börde. |

### Flagge
Die Flagge der Stadt zeigt die Farben Blau/Gelb mit dem aufgelegten Stadtwappen.

### Städtepartnerschaften
| Helmstedt | Niedersachsen | Deutschland | seit 1990 |
| Viernheim | Hessen        | Deutschland | seit 1992 |
| Ciechanów | Masowien      | Polen       | seit 1992 |

## Sehenswürdigkeiten und Kultur

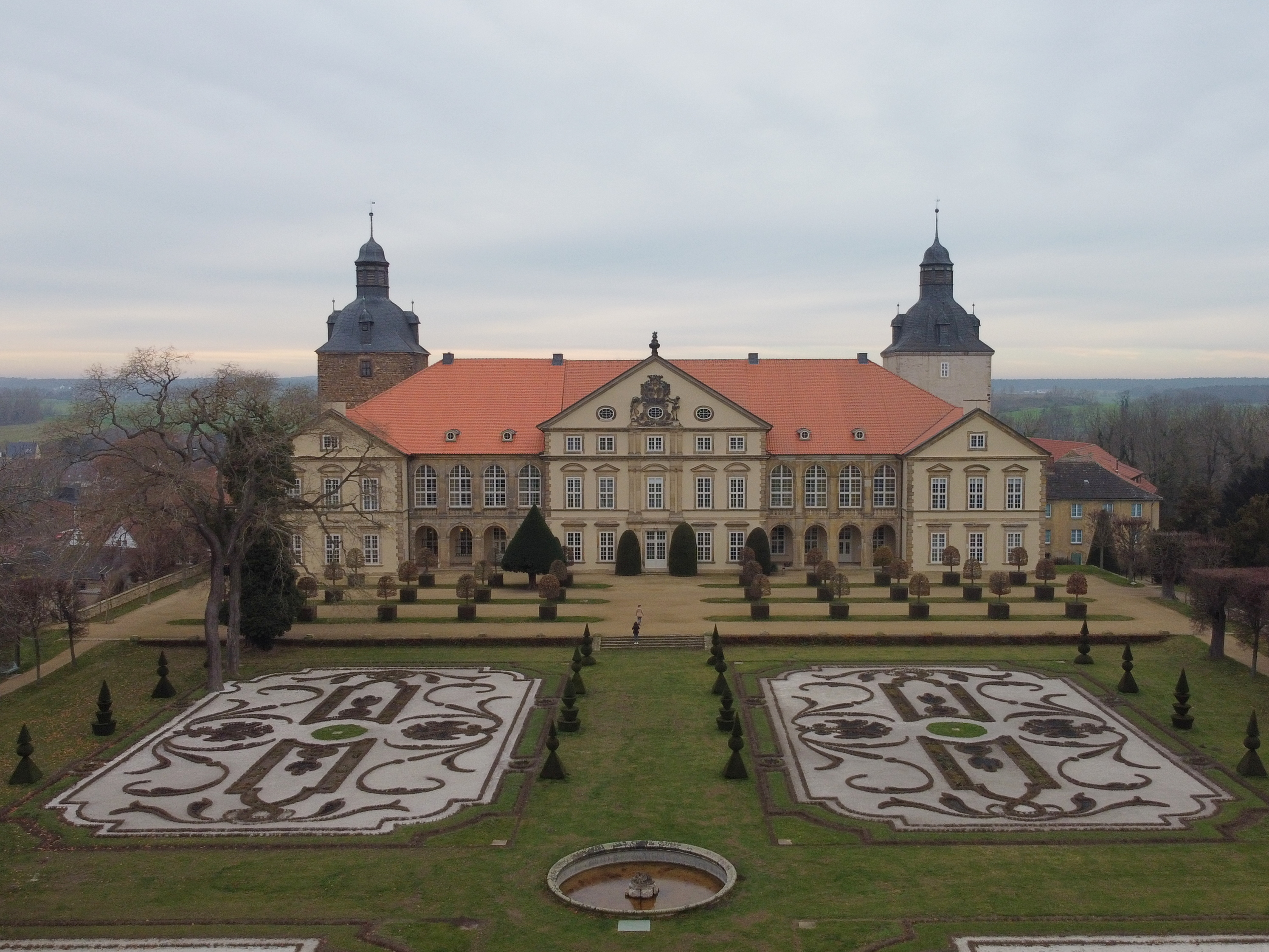
Schloss Hundisburg

### Sehenswürdigkeiten

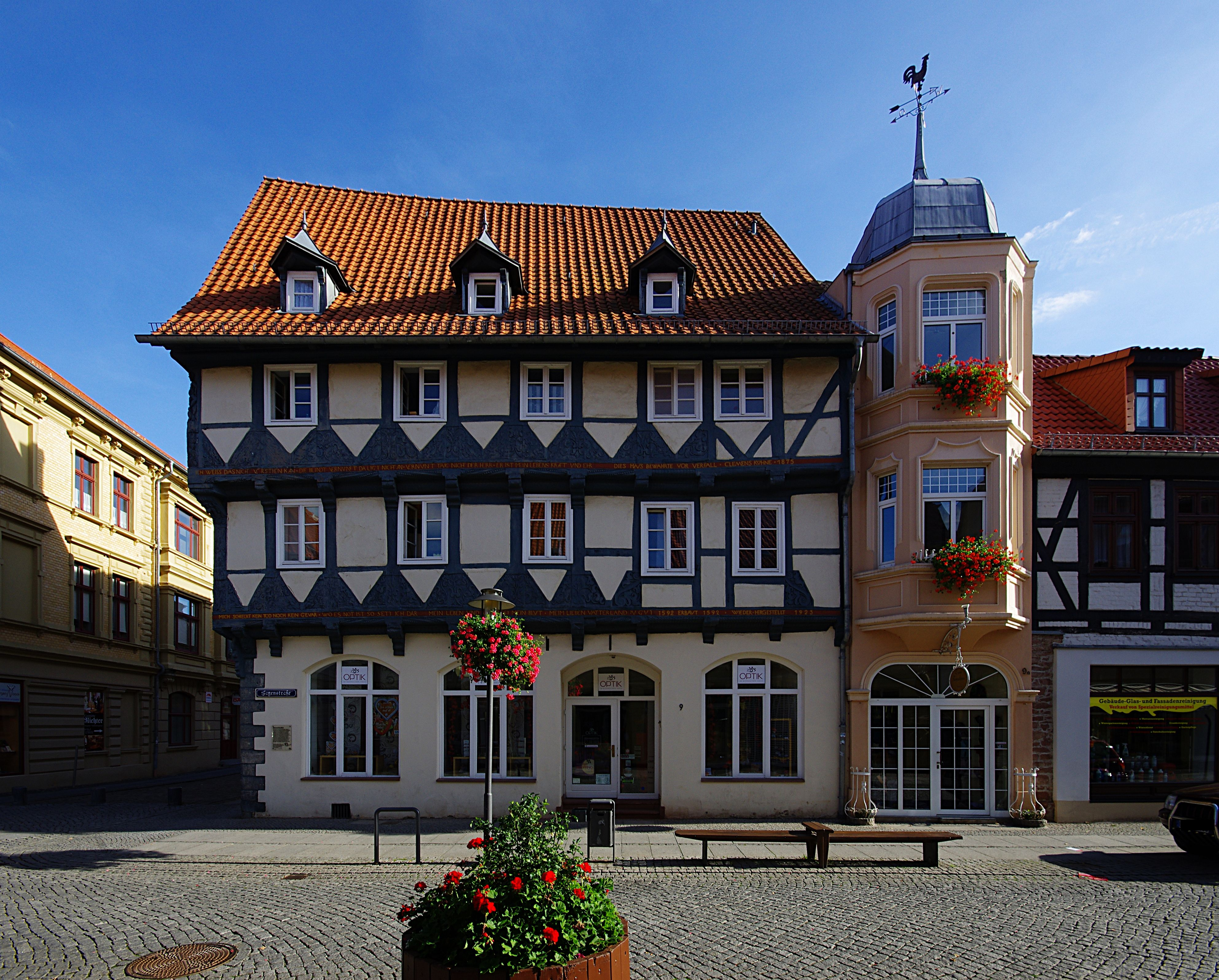
Kühnsches Haus

Historische Altstadt mit mittelalterlichem Stadtkern und fast vollständig erhaltener, 2,1 Kilometer langer Stadtmauer, Bülstringer und Stendaler Torturm (beides 13. Jahrhundert) und klassizistischem Rathaus Haldensleben. Davor stehen der Haldensleber Roland sowie der Breite Stein, ein vermutlich historisch zu Gerichtszwecken eingesetzter Stein. Vom früher ebenfalls zur mittelalterlichen Verteidigungsanlage gehörenden Hagentor sind nur geringe Reste erhalten geblieben. Weitere Sehenswürdigkeiten sind das Kühnesche Haus, ein prachtvoller Fachwerkbau von 1592, und weitere historische Fachwerkbauten wie das Repssche Haus und das Behrendssche Haus. Das Templerhaus von 1553 ist das älteste erhaltene Fachwerkhaus der Stadt, es war im 13. und 14. Jahrhundert Stadthof der Tempelritter. Das älteste erhaltene Bauwerk der Stadt ist der Bülstringer Torturm, welcher zwischen 1240 und 1269 errichtet wurde. Darüber hinaus bemerkenswert sind: St.-Marien-Kirche (13. Jahrhundert), Kreismuseum mit Teilnachlass der Brüder Grimm in der Grimm-Ausstellung Haldensleben, Synagoge Haldensleben, das Grüttefiensches Haus am Markt, die Schinkel-Simultan-Kirche Althaldensleben, das als Berufsbildende Schule genutzte ehemalige Zisterzienserinnenkloster Althaldensleben, der Landschaftspark Althaldensleben-Hundisburg mit seltenen Pflanzenarten, größtes Großsteingräberfeld Nordeuropas mit zahlreichen Großsteingräbern im Haldensleber Forst, Barockschloss Hundisburg mit Barockgarten und Konzertscheune, Technisches Denkmal Ziegelei Hundisburg (Herstellung historischer Backsteine und Museum), Denkmal für die Opfer des Faschismus auf dem Alten Stadtfriedhof, Gedenktafel auf dem Waldfriedhof für die Opfer der Aktion T4, Ehrenfriedhof an der Magdeburger Straße mit Gräbern von 87 Zwangsarbeitern und Kriegsgefangenen verschiedener Nationen, Gedenkstein für die jüdischen Opfer der Shoa auf dem ehemaligen Jüdischen Friedhof auf dem Trendelberg; Grabstätten auf dem Friedhof des Ortsteiles Wedringen für unbekannte KZ-Häftlinge und Zwangsarbeiter.
Auf dem nördlich der Stadt gelegenen Trendelberg steht der als Denkmal geschützte Wasserturm auf dem Trendelberg. Östlich hiervon befindet sich ein unter Denkmalschutz stehendes Gebäude der Bergschloß-Brauerei.

### Kirchen

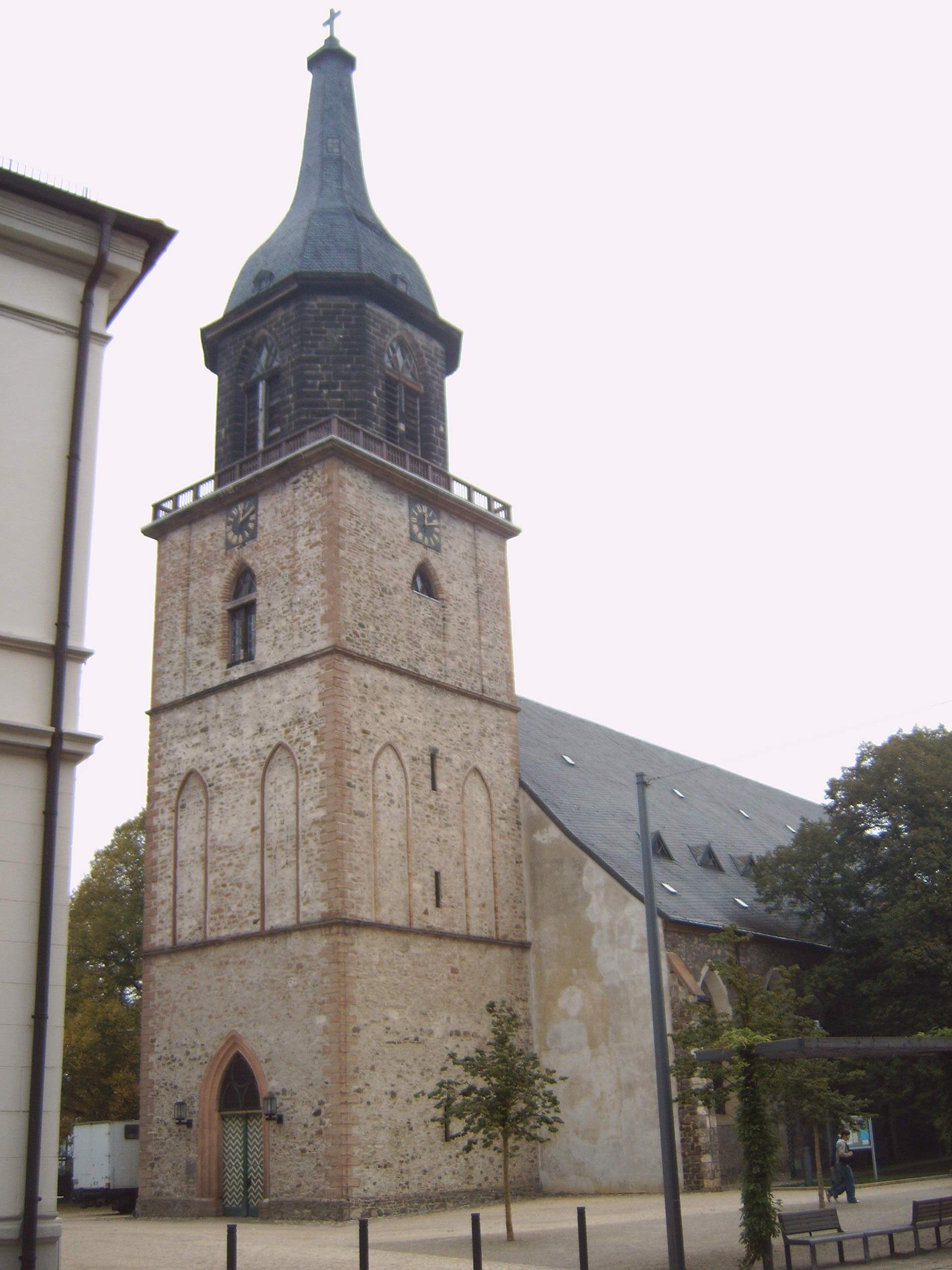
Haldensleber Marienkirche hinter dem Rathaus

In Haldensleben gibt es acht Kirchen:
In der Kernstadt in der Nähe des Marktplatzes befindet sich die historische St.-Marien-Kirche, ihre gleichnamige Kirchengemeinde gehört zum Kirchenkreis Haldensleben-Wolmirstedt der Evangelischen Kirche in Mitteldeutschland. An der Gerikestraße steht die katholische St.-Liborius-Kirche von 1938/39, sie gehört zur Pfarrei St. Christophorus im Dekanat Stendal.
In Althaldensleben als Teil der Schinkel-Simultan-Kirche befindet sich die evangelische Lutherkirche und die katholische Kirche St. Johannes Baptist, im Stadtteil Satuelle steht die evangelische St.-Petrus-Kirche, im Stadtteil Uthmöden eine evangelische Kirche, im Stadtteil Hundisburg die evangelische Dorfkirche St. Andreas und im Stadtteil Wedringen die evangelische Kirche unserer lieben Frauen.

### Kulturelle Einrichtungen
Museum Haldensleben, Bürger- und Kommunikationszentrum Kultur-Fabrik mit Alsteinklub mit rund 20 Veranstaltungen im Monat, Stadt- und Kreisbibliothek. „Kids & Co“, Jugendcafé „Senfkorn“ (Träger: CVJM), Jugendfreizeitzentrum „Der Club“, fünf Jugendclubs in den Ortsteilen, Musik- und Förderschule „Musikus“ (Privatschule im ehem. Postamt), Musikschule des Landkreises, Kreis- und Stadtarchiv, Ausstellung zur Stadtgeschichte im Bülstringer Turm, Kreisvolkshochschule, Barockschloss Hundisburg mit Konzertscheune und Restaurant/Café, Haus des Waldes.

### Regelmäßige Veranstaltungen
Am letzten Augustwochenende findet das Altstadtfest statt. Im Jahre 2001 wurde gleichzeitig der Sachsen-Anhalt-Tag veranstaltet. Weitere Veranstaltungen mit überregionalem Ruf sind die internationale SommerMusikAkademie Schloss Hundisburg im Juli/August, Grimm-/Museumstag und Kunstsymposium im Juni, Markt-Spektakulum am zweiten Oktoberwochenende, regelmäßige Veranstaltungen auf Schloss Hundisburg, Sternenmarkt ab 2. Advent, Pfingstmasche – Volksfest, und ein Kinderfest im Mai.

## Wirtschaft und Infrastruktur

### Handels-, Industrie- und Fabrikationsbetriebe (Auswahl)

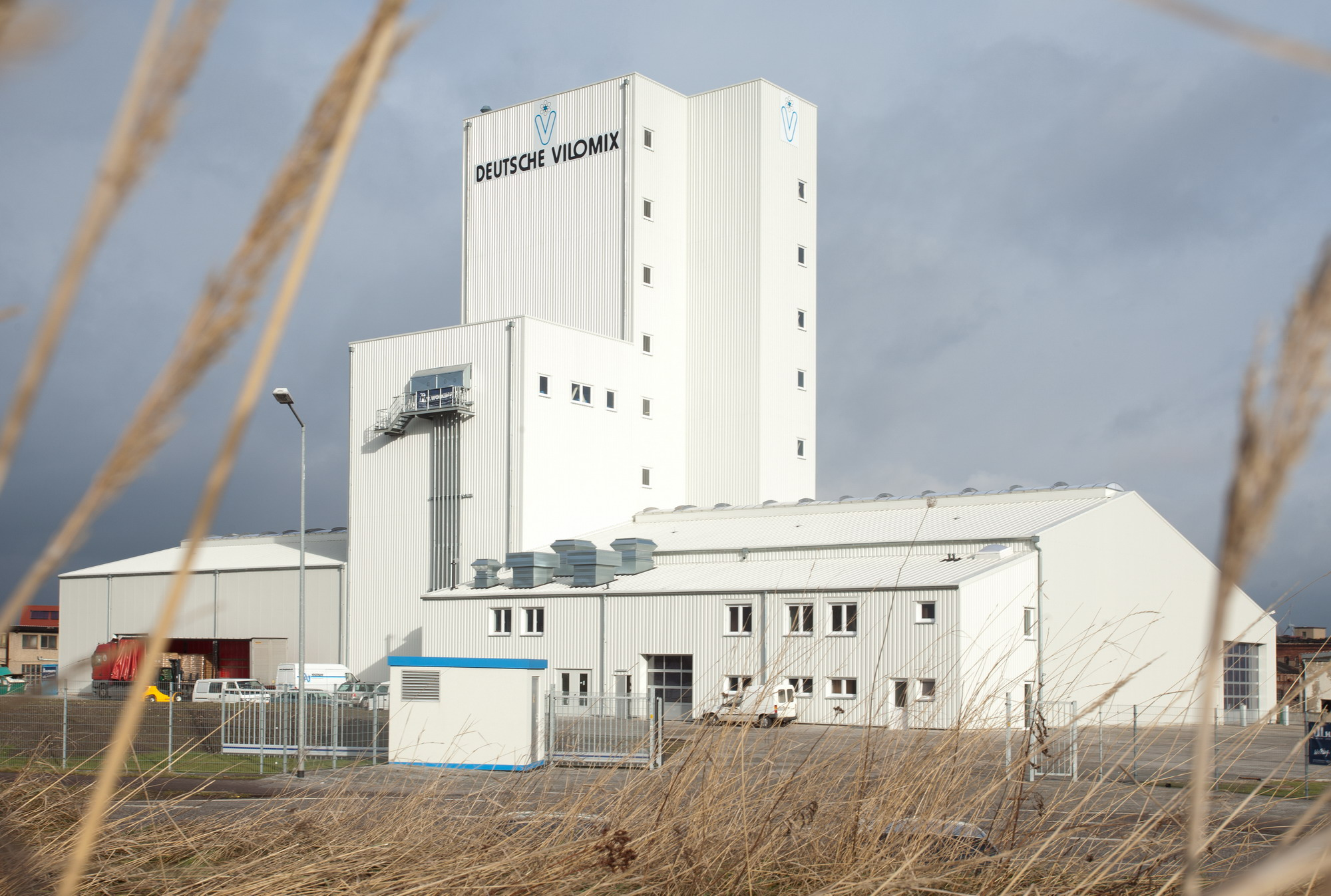
Vilomix-Werk Haldensleben

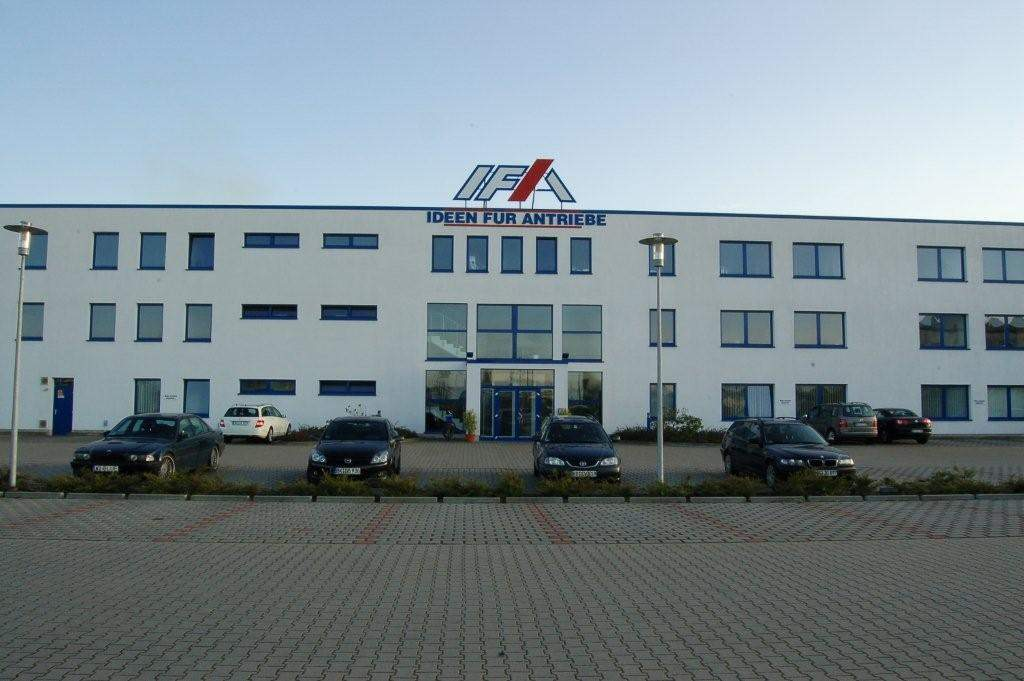
IFA-Rotorion Holding GmbH

Hermes Fulfilment GmbH Versandzentrum Haldensleben, IFA-Rotorion Holding GmbH (Automobilzulieferer), Carcoustics (Automobilzulieferer) sowie Deutsche Vilomix Tierernährung, Konsum „Optimal-Kauf“ eG.

### Verkehr

#### Straße
Haldensleben liegt an der B 71 Magdeburg – Salzwedel – Uelzen sowie an der B 245 Halberstadt – Haldensleben. Über Landesstraßen sind unter anderem Oebisfelde, die B 1 und die B 189 erreichbar. Außerdem besitzen die nahegelegenen Bundesautobahnen 2 und 14 Ausfahrten nach Haldensleben. Geplant sind weiterhin der Neubau der B 245n als südwestliche Ortsumgehung und Zufahrtsstraße für das 2009 neu erschlossene Gewerbegebiet Südhafen sowie der Neubau der Bundesstraße 71 als Ortsumgehung des Ortsteils Wedringen und Zubringer für die geplante A 14-Nordverlängerung (Magdeburg – Schwerin).

#### Schifffahrt
Zu der Bundeswasserstraße Mittellandkanal bestehen mehrere, den jeweiligen Erfordernissen angepasste Anschlüsse an den Häfen Haldenslebens.

#### Schienenverkehr
Folgende Bahnstrecken führen durch Haldensleben:
- Glindenberg–Oebisfelde
- nach Weferlingen (nur Güterverkehr)
- nach Eilsleben (stillgelegt)
- nach Gardelegen (teils Güterverkehr, teils stillgelegt)

Am Bahnhof halten Regionalbahnen der Linie RB 36 Magdeburg – Haldensleben – Oebisfelde – Wolfsburg im Stundentakt (zwischen Haldensleben und Wolfsburg im Ein- bis Zweistunden-Takt) sowie gelegentlich die Linie RE 6. Der Bahnhof wird auch im Güterverkehr bedient.

#### Busverkehr
Der öffentliche Personennahverkehr wird unter anderem durch den PlusBus des Landesnetzes Sachsen-Anhalt erbracht. Folgende Verbindungen führen ab/durch Haldensleben:
- Linie 100: Magdeburg ↔ Haldensleben ↔ Gardelegen ↔ Klötze ↔ Salzwedel
- Linie 600: Haldensleben ↔ Rottmersleben ↔ Dreileben ↔ Seehausen ↔ Oschersleben
- Linie 601: Haldensleben ↔ Wedringen ↔ Hillersleben ↔ Samswegen ↔ Wolmirstedt

Der städtische und regionale Busverkehr wird von der BördeBus Verkehrsgesellschaft durchgeführt.

### Bildung

#### Grundschulen
- Grundschule Gebrüder Alstein
- Grundschule Otto Boye
- Grundschule Erich Kästner
- St.-Hildegard-Grundschule

#### Sekundarschulen
- Sekundarschule „Marie Gerike“ (bis 2015: „Karl Liebknecht“)
- Evangelische Sekundarschule Haldensleben

#### Gymnasien
- Professor-Friedrich-Förster-Gymnasium (seit 2008, zuvor „Heinrich-Heine-Gymnasium“ bzw. „Friedrich-Ludwig-Jahn-Gymnasium“)

#### Förderschulen

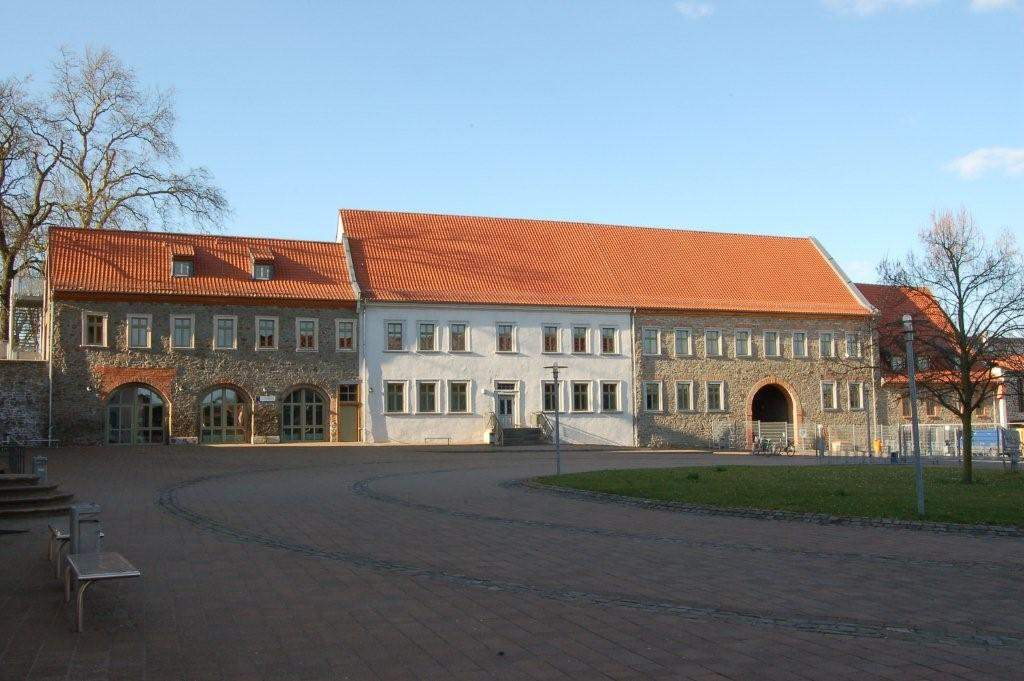
Teilgebäude der BBS Landkreis Börde

- Johann-Heinrich-Pestalozzi-Schule für Lernbehinderte
- Johanne-Nathusius-Schule
- Ohreschule

#### Sonstige Schulen
- Berufsbildende Schulen des Landkreises Börde
- Landkreis Börde Kreisvolkshochschule Haldensleben
- Fachschule für Landwirtschaft der Landesanstalt für Landwirtschaft und Gartenbau (LLG)
- Ökoschule Haus des Waldes

### Gesundheitswesen
2013 hat Ameos das Ohre Klinikum, ein Krankenhaus der Grund- und Regelversorgung mit ca. 270 Betten, von Sana übernommen. Es besitzt ein von der Deutschen Krebsgesellschaft 2010 zertifiziertes Prostatakarzinom-Zentrum. Das Klinikum bietet Sprechstunden in Wolmirstedt an und betreibt ein Augenarztzentrum in Magdeburg.

### Sport
Der Sportverein Haldensleber SC hat seinen Sitz in Haldensleben. 1910 als Sport-Club Viktoria 1910 in Neuhaldensleben gegründet überstand der Sportverein eine Auflösung, mehrere Umbenennungen und Zusammenschlüsse. Im Jahre 2005 spaltete sich der erst 1998 fusionierte Althaldensleber Sportverein von HSC ab, um unter den Namen ISV Haldensleben an seiner alten Spielstätte an der Lindenallee sich neu zu gründen.
Haldensleben besitzt außerdem das Sport- und Freizeitbad Rolli-Bad sowie zwei Skateanlagen und eine BMX-Anlage.

### Medien
In der Magdeburger Straße 10 befindet sich die Redaktion der Haldensleber Volksstimme, einer Lokalausgabe der regionalen Tageszeitung Volksstimme.

## Persönlichkeiten

### Söhne und Töchter der Stadt

#### Bis 18. Jahrhundert
- Dietrich († 985), zweiter Markgraf der Nordmark
- Bernhard I. († um 1018), Markgraf der Nordmark
- Bernhard II. († nach 1044), Markgraf der Nordmark
- Wilhelm († 1056), Markgraf der Nordmark
- Simon Schard (um 1535–1573), Jurist, Bibliophiler und Historiker
- Sebastian Alstein (1558–1641), Alchemist und Bürgermeister von Neuhaldensleben
- Johannes Cuno (1630–1685), Bürgermeister von Neuhaldensleben
- Esaias Wilhelm Tappert (1666–1738), Lehrer von Johann Joachim Winckelmann in Stendal
- Friedrich von der Trenck (1727–1794), preußischer Offizier und Abenteurer
- Ernst Christoph Helle (1759–1826), Fabrikant, Kaufmann und Kommunalpolitiker
- Ernst Christoph Friedrich Knorre (1759–1810), Astronom und Mathematiker
- Johann August Wilhelm Frantz (1769–1852), preußischer und westphälischer Beamter
- Peter Wilhelm Behrends (1773–1854), Pfarrer und Historiker
- Friedrich Carl August Rücker (1773–1837), Buchhändler und Verleger in Berlin
- Ferdinand von Winning (1790–1875), Generalleutnant

#### 19. Jahrhundert
- Carl Heinrich Adolph Köhler (1810–1875), Jurist und Politiker
- Philipp von Nathusius (1815–1872), Publizist und Gründer der Neinstedter Anstalten
- August Engelhard von Nathusius (1818–1884), Gutsbesitzer
- Hermann Robolsky (1822–1901), Pädagoge und Publizist
- Max Hölzke (1823–1890), Abgeordneter im Preußischen Abgeordnetenhaus
- Heinrich von Nathusius (1824–1890), Gutsbesitzer
- Wilhelm Carl Ferdinand Munte (1827–1905), Glockengießermeister
- Johanne Philippine Nathusius (1828–1885), Gründerin des Elisabethstiftes der späteren Neinstedter Anstalten
- Arnold Robolski (1828–1909), Jurist, Politiker und Publizist
- Karl Parey (1830–1902), preußischer Beamter, Jurist, MdR
- Ernst August Leopold Grüttefien (1837–1890), Architekt und Eisenbahnbaumeister
- Arnold Hesse (1838–1908), Reichsrichter
- Philipp von Nathusius, jun. (1842–1900), Journalist und Politiker
- Bernhard Halle (1842–1926), Uhrmacher, Feinoptiker und Unternehmer
- Martin von Nathusius (1843–1906), Theologe und Hochschullehrer
- Otto Dieskau (1844–1933), Heimatforscher
- Friedrich von dem Hagen (1846–1926), Generalleutnant
- Max Rudeloff (1848–1916), Sanitätsoffizier
- Philipp Wegener (1848–1916), Sprachwissenschaftler, Gymnasialdirektor
- Gustav Freytag (1852–1938), Kartograf
- Paul von Windheim (1854–1912), preußischer Generalleutnant
- Simon von Nathusius (1865–1913), Wissenschaftler
- Thomas von Nathusius (1866–1904), Landschafts- und Tiermaler
- Gustav Hamel (1869–1947), Politiker (SPD), Landtagsabgeordneter
- Heinrich Schnee (1871–1949), Gouverneur von Deutsch-Ostafrika, Präsident der Deutschen Kolonialgesellschaft, Mitglied des Reichstags
- Alexander Werth (1879–1942), Vizeadmiral
- Ewald Dietrich (1881–nach 1950), Politiker (LDP) und Landtagsmitglied in Sachsen-Anhalt und Stadtrat in Haldensleben
- Gottlob Karl von Nathusius (1884–1948), Gutsbesitzer
- Bernhard Uffrecht (1885–1959), Pädagoge
- Alexander Kolde (1886–1963), Maler
- Friedrich Parey (1889–1938), Oberreichsanwalt am Volksgerichtshof
- Arthur Heitschmidt (1893–1963), Politiker, Landesminister des Saarlandes
- Wilhelm Mehl (1893–1940), Heimatforscher
- Erich Kuphal (1895–1965), Archivar und Historiker
- Rudolf Hübener (1898–1963), Maler
- Walther Parey (1900–1945), Ingenieur und Schriftleiter

#### 20. Jahrhundert
- Friedrich Förster (1908–1999), Physiker, Namensgeber des Gymnasiums in Haldensleben
- Erich Deppner (1910–2005), SD- und BND-Beamter
- Ernst Giese (1911–1995), Chemietechniker und Papiertechnologe
- Karl Vorberg (1912–1943), KPD-Mitglied und Widerstandskämpfer
- Heinz Finke (1915–2007), Fotograf, Bildreporter und Chronist
- Wolfgang Steffen (1923–1993), Komponist
- Erhard Reis (1928–1991), Fernsehmoderator und Autor von Kinderbüchern
- Gerhard Öhlmann (* 1931), Chemiker, Professor sowie Wissenschaftsmanager und Industrieberater
- Gerhard Bläser (1933–2009), Grafiker und Illustrator
- Sonja Kehler (1933–2016), Schauspielerin und Diseuse
- Joachim Trümper (* 1933), Astrophysiker
- Inge Berndt (* 1933), Sportwissenschaftlerin
- Dieter Miosge (* 1934), Jurist
- Erhard Franz Kaleta (* 1939), Tierarzt
- Peter Fister (* 1939), Pauker und Arrangeur
- Kurt Bartels (* 1940), Genealoge und Autor
- Reinhild Solf (1940–2022), Schauspielerin
- Wilhelm May (1940–2010), Chronist
- Jörg Ohm (1944–2020), Fußballspieler
- Karitas Hensel (1946–1999), Politikerin (Die Grünen)
- Gerhard Ruden (* 1946), Politiker (CDU), Mitglied des Landtages von Sachsen-Anhalt und Landesbeauftragter für die Unterlagen der Staatssicherheit von Sachsen-Anhalt
- Reinhard Höppner (1948–2014), Politiker, Ministerpräsident des Landes Sachsen-Anhalt (1994–2002)
- Hans-Jürgen Wolf (1950–2018), Synchronsprecher, Schauspieler und Hörspielsprecher
- Konrad Hitzl (1953–2019), Klassischer Archäologe und Hochschullehrer in Tübingen, Greifswald und Kiel, geboren in Süplingen
- Ulrich Hauer (* 1953), Grabungstechniker, geboren in Hundisburg
- Uwe Siemann (1957–1976), Opfer an der innerdeutschen Grenze
- Regina Blenkle (* 1961), Landtagsabgeordnete, von 2015 bis 2017 Bürgermeisterin der Stadt Haldensleben
- Mathias Koch (* 1962), Weitspringer
- Guido Henke (* 1964), Politiker und Mitglied des Landtages von Sachsen-Anhalt
- Jens Hirschberg (* 1964), Weitspringer
- Jens Weinreich (* 1965), Journalist
- Heiko Bonan (* 1966), Fußballspieler
- Phil Hubbe (* 1966), Cartoonzeichner
- Gunnar Heydenreich (* 1966), Restaurator und Kunsthistoriker
- Bernhard Hieber (* 1968), Bürgermeister von Haldensleben (SPD)
- Timo Ehle (* 1970), Fußballspieler
- Tomas Tulpe (* 1977), Musiker
- Nico Gaik (* 1978), Schauspieler, Sänger, Komponist
- Kevin Schlitte (* 1981), Fußballspieler
- Matthias Schlitte (* 1987), Armwrestler
- Antje Döll (* 1988), Handballspielerin
- Tim Teßmann (* 1989), Politiker (CDU)

### Personen, die mit der Stadt in Verbindung stehen
- Max Henning (1861–1927), Arabist und Publizist, lebte in Haldensleben
- Albertine Plock (1881–1974), Lehrerin, lebte in Haldensleben